# Siniša Labus
Siniša Labus (Zagreb, 22. mart 1971) srpski je slikar. Džudoom se profesionalno bavio u periodu 1988—2001. godine.
Slikarstvom se bavi od malena, a profesionalno od 1998. godine do danas. Živi i radi u Beogradu.

## Džudo karijera
Džudoom počinje da se bavi u 14-oj godini. Inspirisan mečom između Radomira Kovačevića i Hitoshia Saita odlazi u džudo klub "Mladost" i počinje sa prvim koracima. Za kratko vreme 1987. godine postaje kadetski prvak SFRJ, a već sledeće 1988. osvaja i prvu juniorsku titulu kao najmlađi prvak države te godine. Nakon toga redovno osvaja medalje na državnim prvenstvima. Postaje višestruki prvak države u seniorskoj konkurenciji kako u pojedinačnoj tako i u ekipnoj. 1996. godine sa džudo klubom "Rekord Rakovica" ulazi u četvrtinu finala kupa šampiona u kojem rekord na kraju gubi tesnim rezultatom 4:3 od Kenamju Harlema na gostujućem tatamiju. Iste godine postiže najveći pojedinačni rezultat osvajanjem drugog mesta na studentskom prvenstvu sveta u Žan Kjeru u Kanadi gde pobeđuje borce iz Italije, Brazila i Koreje, a Finalni meč gubi od japanca Uegučija. Sledeće godine na prvenstvu sveta u Parizu osvaja deveto mesto od 44 takmičara gde tri meča pobeđuje iponom a gubi minimalnim rezultatom od kasnijeg šampiona sveta Rafala Kubackog. Uz Mitra Milinkovića i Dana Pantića je najuspešniji takmičar Srbije 90-ih godina. Takmičarsku karijeru završava 2004. godine kao kapiten judo kluba "Crvena Zvezda". Pored Ivana Todorova postaje druga zvezdina legenda u džudou. Jedna od najdražih pobeda mu je pobeda nad odličnim ukrajincem Ruslijakovim, šampionom teškim 180 kg i pobeda iponom nad rumunskim asom Perdivarom kojom je doneo titulu prvaka države Rekordu Rakovici ispred Milicionara i Partizana. Za judo kaže da je kako fizička tako i duhovna disciplina, škola i filozofija života i najkompleksniji od svih sportova.

## Slikarstvo
Crtanjem i slikanjem se bavi od najranijih dana. Putujući po svetu obilazi velike svetske muzeje i galerije i uživa u delima starih majstora. Prva prava likovna saznanja stiče u hodajućoj školi Vuka Bojovića. U početnoj fazi likovnog razvoja bavi se animalističkim temama ali mu se sfera interesovanja vrlo brzo pomera ka mrtvoj prirodi i portretu.
Kasnije pohađa i završava slikarsku školu čuvenog slikara Dragana Maleševića Tapija. Pod Tapijevim uticajem insistira na minucijoznoj izradi i detalju dok u kasnijem radu više stavlja akcenat nadočaravanje atmosfere. Mnogo kopira dela starih majstora uključujući i srpske velikane Uroša Predića i Paje Jovanovića. Smatrajući da se razne umetnosti neizustavno međusobno prožimaju i prepliću vrlo često slika knjige, skulpture i muzičke instrumente na svojim mrtvim prirodama.
Kasnije intenzivno počinje da se bavi pejzažima gde na svojim platnima oslikava najlepše predele Srbije. Autor je velikog broja portreta kako savremenika tako i istorijskih ličnosti. Najpoznatiji portreti su portreti Partrijarha Pavla od kojih se jedan nalazi u muzeju Srpske Pravoslavne Crkve u Beogradu a drugi u muzeju Ruske Pravoslavne Crkve u Moskvi.
Dela mu se nalaze u mnogim privatnim kolekcijama i galerijama širom sveta. Samostalno je izlagao 23 puta u Beogradu, Novom Sadu, Apatinu, Kragujevcu, Zlatiboru, Geteburgu i Oslu, a važnije kolektivne izložbe je imao u Vašingtonu, Njujorku i Čikagu.
Oženjen je otac troje dece a živi i radi u Beogradu.